# Bosna !
Pour plus de détails, voir Fiche technique et Distribution.
Bosna ! est un film français réalisé par Alain Ferrari et Bernard-Henri Lévy, sorti en 1994.

## Synopsis
Ce documentaire s'intéresse à la guerre de Bosnie-Herzégovine.

## Fiche technique
- Titre : Bosna !
- Réalisation : Alain Ferrari et Bernard-Henri Lévy
- Scénario : Gilles Hertzog et Bernard-Henri Lévy
- Musique : Denis Barbier
- Photographie : Pierre Boffety
- Société de production : Bosnia-Herzegovina Radio Television, Canal+, France 2 Cinéma et Les Films du Lendemain
- Société de distribution : MKL Distribution (France)
- Pays :  France et  Bosnie-Herzégovine
- Genre : documentaire
- Durée : 117 minutes
- Dates de sortie : 
  -  France : 18 mai 1994

## Distinctions
Le film a été nommé au César du meilleur film à caractère documentaire en 1995.

## Distribution
- Bernard-Henri Lévy : narrateur